# Basil Cochrane Newton
Sir Basil Cochrane Newton KCMG (* 25. Juli 1889; † 1965) war ein britischer Diplomat.

## Leben und Karriere
Sir Basil Chochrane Newton wurde am 25. Juli 1889 als jüngster Sohn von George Onslow und seiner Frau Lady Alice Chochrane geboren. Er besuchte das Wellington College und studierte am Kings College in Cambridge.
Newton begann seine politische Karriere 1912 mit dem Beitritt ins Foreign Office. Seine erste Auslandsstation war Peking, dort arbeitete er von 1925 bis 1929. Während der Regierungsübernahme Hitlers war Newton als Botschaftsrat in Berlin tätig und von 1929 bis 1935 arbeitete er dort als Erster Sekretär. Sein Aufenthalt in Deutschland ging noch zwei Jahre länger, von 1935 bis 1937 war er außerordentlicher Gesandter und bevollmächtigter Minister in Berlin.
Von Berlin wurde er als Gesandter nach Prag versetzt. Von 1937 bis 1939 meldete er unter anderem in verschlüsselten Telegrammen zahlreiche Truppenbewegungen der Deutschen. Nach zehn Jahren in Europa verschlug es Newton ein weiteres und letztes Mal auf den asiatischen Kontinent. Von 1939 bis 1941 war er als britischer Botschafter im Irak tätig. 1946 wurde Sir Basil Cochrane Newton in den Ruhestand versetzt.

### Einsatz im Deutschen Reich
Nach dem Ende des Ersten Weltkriegs wurde das Deutsche Reich vorerst aus dem neu gegründeten Völkerbund ausgeschlossen. 1926 trat Deutschland dann doch ein.
Um einen weiteren Weltkrieg und eine europaweite Aufrüstung zu verhindern, wurde im Jahr 1932 die Genfer Abrüstungskonferenz ins Leben gerufen. Ziel war es, die Rüstungsindustrie der Nationen weitestgehend zurückzufahren. Das Deutsche Reich jedoch stieg aus dem Völkerbund wieder aus, was unter den restlichen Nationen zu einem gewissen Misstrauen gegenüber dem Deutschen Reich führte. Die britische Regierung war bereit, ein Treffen in London zu arrangieren, um über das weitere Vorgehen zu beraten. Newton persönlich versandte die Einladungen für das Treffen. Jedoch wurde ihm durch von Bülow mitgeteilt, dass die neusten Pläne der Abrüstung von England und Frankreich zu keinem Treffen führen würden, da aus deutscher Sicht keine gute Grundlage geschaffen ist.
Newton teilte von Bülow zusätzlich mit, dass die US-amerikanische Regierung bereit sei, einen Abgeordneten zu entsenden. Jedoch ist es zu keinem Ergebnis gekommen.

### Tschechoslowakei-Krise
1938 wollte Adolf Hitler die Gebiete des Deutschen Reiches erweitern. Sein Plan war es, das Sudetenland der Tschechoslowakei dem Deutschen Reich zugehörig zu machen. Zu dieser Zeit war Basil Newton als Gesandter in Prag tätig. Newton hatte gemeinsam mit dem Minister Sir Nevile Henderson die Aufgabe, einen möglichen Krieg zu verhindern. Newton übte dabei Druck auf die Prager Regierung aus, das Sudetenland abzugeben, um so einen Krieg zu vermeiden. Newton war, wie sein Vorgänger Addison, aufgrund seiner vorangegangenen Zeit in Berlin bei den Sudetendeutschen beliebt, was dazu führt, dass er zwischen der tschechoslowakischen Regierung und den Sudetendeutschen gut vermitteln kann.
Trotz möglicher theoretischer Beliebtheit bei den Minderheiten aus dem Sudetenland war fraglich, ob Newton dem Sudetenproblem wirklich gewachsen war. Das Hauptproblem bei Newton während der Tschechoslowakei-Krise waren seine fehlenden Nachrichten nach London. Während Henderson ausführlich Bericht erstattete, kamen von Newton aus Tschechoslowakei weniger schriftliche Informationen. Bei all den Problemen um Newton war jedoch klar, dass sein Einfluss auf Edward Wood definitiv Erfolg hatte, er trug ebenso dazu bei, von einem möglichen Krieg abzuraten, weil Großbritannien nicht das Risiko eingehen sollte für einen Krieg verantwortlich zu sein.
Edward Wood und auch Neville Chamberlain waren froh über die Meinung von Newton, denn es war genau diese Meinung, die sie hören wollten, da auch sie Großbritannien aus dem Krieg heraushalten wollten. Jedoch war ein möglicher Kriegseintritt für Großbritannien unausweichlich, da sie sich verpflichteten, im Kriegsfall Frankreich zu unterstützen, da sich Frankreich vertraglich daran gebunden hat, die Tschechoslowakei im Kriegsfall um das Sudetenland zu unterstützen. Zusätzlich war Newton und die anderen Minister der Ansicht, dass die Tschechoslowakei im Falle eines Angriffs wohl kaum durch Frankreich und England zu schützen sein. Während die Tschechoslowakei-Krise im Sommer 1938 ihren Höhepunkt erreichte, geriet Basil Newton immer mehr in den Schatten. Henderson hingegen stand mit seiner Herangehensweise immer mehr und mehr im Vordergrund. Newton stand mit seiner Arbeit selbst bei Historikern im Schatten von Henderson.
R. H. Bruce Lockart hingegen betonte, dass er Basil Newton für komplizierte Situationen als kompetentesten Mann hält. Zusätzlich hatte Newton bei seiner Aufgabe den Vorteil, auch die Seite der Deutschen zu kennen, was seiner vorangegangenen Zeit im Deutschen Reich geschuldet ist. Newton übte erfolgreich Druck auf die tschechoslowakische Regierung aus, sodass man einen Grundstein für das Münchener Abkommen legte und somit einen Krieg vermeiden konnte. Selbiges gelang Henderson im Deutschen Reich als Botschafter, ebenfalls konnte man sich dort auf eine vorübergehende Lösung zur Vermeidung eines Krieges einigen. In Großbritannien wurde dies als Erfolg gefeiert.

### Das Münchener Abkommen
Nachdem im Frühjahr 1938 ein Krieg um das Sudetenland verhindert wurde, strebte Adolf Hitler weiter an, das Sudetenland in das Deutsche Reich einzubinden. Um dies friedlich zu gewährleisten, einigten sich die Regierungen Italiens, Großbritanniens, Frankreichs und des Deutschen Reiches über ein Abkommen, welches offiziell die neuen Ländergrenzen des Deutschen Reiches bestätigt. Basil Newton hatte am 24. September 1938 die Aufgabe, das tschechoslowakische Memorandum des Außenministers Kamil Krofta in Prag zu übergeben.
Am 25. September 1938 erhielt die tschechoslowakische Regierung das neue Memorandum von Hitler. Auf die Bitte von Chamberlain sollten die Antworten zu den Forderungen über London beantwortet werden. In Person des tschechoslowakische Gesandten Masaryk, lehnte die Regierung – in einem Antwortschreiben an Chamberlain – die Forderungen von Adolf Hitler ab. Für den 28. September war ein Ultimatum für Hitlers Forderungen gesetzt, dies wurde von Goebbels Propaganda aber nicht wirklich erwähnt, da er keine Kriegspanik auslösen wollte.
Stattdessen trafen sich am 29./30. September 1938 die vier Führungspersonen Mussolini, Chamberlain, Adolf Hitler und Daladier in München, um ein Abkommen zu unterzeichnen, welches dem Deutschen Reich das Sudetenland zusicherte. Jedoch musste die Tschechoslowakei dem Abkommen auch zustimmen und das obwohl keiner der Führungsmitglieder zu dem Treffen eingeladen war. Am 30. September 1938 wurde Basil Newton und dem französischen Gesandten vom tschechoslowakische Außenminister mitgeteilt, dass die Tschechoslowakei das Münchener Abkommen annimmt. Somit wurde, unter anderem dank des Einflusses von Basil Newton auf die tschechoslowakische Regierung, ein Krieg vorerst verhindert.

### Einsatz im Irak
Nach der Zeit in Europa wurde Newton in den Irak versetzt. Dort angekommen begegnete er den ersten Problemen: Denn aus verlässlichen Quellen erhielt er Informationen, dass die Firma Bond Brothers aus San Francisco der irakischen Regierung verschiedene Kriegsmaterialien zum Verkauf angeboten habe. Diese Kriegsmaterialien waren für verschiedene angebliche „Gangster“-Kriegshandlungen gedacht. Des Weiteren hatte der irakische Verteidigungsminister angegeben, in den Vereinigten Staaten ca. 500 Maschinengewehre vom Typ Johnson 303, Rohstoffe zur Herstellung von 15.000.000 Schuss Kleinwaffenmunition und Telefonkabel bestellt zu haben. Weiter noch bemühte er sich zusätzlich darum, in den Vereinigten Staaten Flugabwehrkanonen zu bestellen, da sich laut seinen Aussagen Japan weigere, dem Irak solche auszuliefern.
Newton ging davon aus, dass sich alle Bestellvorgänge auf die irakische Mission in New York City zurückführen ließen. Newton deutete weitere Berichte an, welche bezeugen sollten, dass die irakische Regierung versuche, auch aus Japan Waffen zu importieren. Newton bezweifelte, dass ein solches Vorhaben überhaupt in die Tat umzusetzen war. Jedoch war Newton der Meinung, dass durchaus die Möglichkeit bestehe, dass der Irak die Waffenlieferungen an die palästinensischen Aufständischen aushändigen könnte. Daraufhin brachte Newton den Vorschlag, dass man dieses Szenario im Keim ersticken könnte, wenn man den Vereinigten Staaten verbiete, Waffen in den Irak zu exportieren. Newtons Vorschlag, den Waffenexport zu verbieten, wurde vom Außenministerium aufgenommen und geprüft, da während der irakischen Regierung durchaus die Gefahr bestand, neue Unruhen seitens der Palästinenser zu verursachen. Newton meldete der britischen Botschaft, dass die irakische Regierung ziemlich achsenfreundlich und antibritisch sei und sie über eine neue Beziehung zum Deutschen Reich sprechen könnten.
Am 13. Februar 1941 wurde Basil Newton von der britischen Regierung durch Kinahan Cornwallis ersetzt.

### Tod
Newton starb am 15. Mai 1965 im Alter von 76 Jahren.